# Janayugom
Janayugom is een Malayalam-dagblad in de Indiase deelstaat Kerala en het officiële orgaan van de Communistische Partij van India in deze staat. Het begon in 1947 als een weekblad, uitgegeven in Quilon, in de jaren vijftig werd het een dagblad tot het later werd stopgezet. In 2007 werd het nieuw leven ingeblazen. Bij de krant waren verschillende intellectuelen uit Kerala actief, zoals Vaikom Chandrasekharan Nair. De krant heeft verschillende schrijvers en artiesten ontdekt en geïntroduceerd. De huidige hoofdredacteur is een voormalige minister, Binoy Visham.